# Zhang Yuan
Dans ce nom chinois, le nom de famille, Zhang, précède le nom personnel.
Pour les articles homonymes, voir Zhang.
Zhang Yuan (chinois : 张元) est un réalisateur chinois de la sixième génération, né à Nankin en 1963.

## Biographie
Il a été diplômé de l'université de cinéma de Pékin en 1989. Victime de la censure de la Chine communiste, les autorités chinoises n'apprécient pas East Palace West Palace et lui retirent son passeport.
Il reçoit le prix Robert-Bresson en 2006, reconnaissance de compatibilité de son œuvre avec l'Évangile.
Ne pas confondre avec Zhang Yuan qui est aussi la translittération en pinyin du nom d'une romancière taïwanaise (mais dont le nom en sinogrammes diffère).

## Filmographie

### Longs métrages
- 1992 : Maman (zh) (妈妈, Mama)
- 1993 : Les Bâtards de Pékin (北京杂种, Beijing za zhong)
- 1996 : Erzi (en) (儿子)
- 1996 : East Palace West Palace - ou Derrière la cité interdite (东宫西宫, Dong gong xi gong)
- 1999 : 17 ans (en) (过年回家, Guo nian hui jia)
- 2003 : Wo ai ni (en) (我爱你)
- 2003 : Green Tea (绿茶, Lü cha)
- 2006 : Les Petites Fleurs rouges (Kan shang qu hen mei)
- 2008 : Dádá (en) (达达)
- 2013 : You-Zhong (有种)

### Documentaire
- 1994 : The Square (广场, Guang Chang)
- 1999 : Crazy English (疯狂英语, Fengkuang yingyu)

### Courts métrages
- 1985 : Girl from Mt. Huangshan (Huang shan lai de gu niang)
- 1987 : Adventures of a Pigeon Fancier (Ge zi mi de qi yu)
- 1987 : Zhong Guo 'xiao huang di'
- 1996 : Danish Girls Show Everything (Danske piger viser alt) (segment)

## Récompenses
- 2006 : Prix Robert-Bresson à la Mostra de Venise (décerné par l'Église catholique)